# Koróna

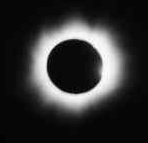
Slunce s pozorovatelnou koronou při zatmění 11. 8. 1999

Sluneční koróna je jasně zářící okolí Slunce tvořené žhavými plyny unikajícími z fotosféry Slunce.
Koróna svítí zhruba stejně jako měsíční úplněk a je pozorovatelná při úplném zatmění Slunce nebo pomocí koronografu. Má teplotu od 1 000 000 K do 6 000 000 K, ale velice nízkou hustotu (109 až 1010 částic na cm3). Její vysoká teplota souvisí právě s její nízkou hustotou. Plazma koróny je tak řídké, že stačí málo energie a dojde k velkému zvýšení teploty.
Při pozorování slunce pomocí koronografu je možné v koróně pozorovat plazmové výrony ze Slunce.
Při úplném zatmění 1. srpna 2008 v Mongolsku se českým vědcům podařilo vytvořit údajně nejdokonalejší existující obraz sluneční koróny ve viditelné části spektra.